# Bergerschanzturm
Der Bergerschanzturm war ein kleiner Wehrturm der im 13. und 14. Jahrhundert errichteten äußeren Stadtmauer Aachens. Er existiert heute nicht mehr.
Der Turm war sowohl dem Bergtor als auch dem Sandkaultor benachbart. Er war ein Nord/Nordnordost-Turm der ehemaligen Stadtbefestigung und von eingeschossiger Bauweise. Der Bergerschanzturm besaß eine Breite von 10,60 Metern. Seine Tiefe betrug 7,50 Metern. Das Gebäude hatte eine halbkreisförmige Gestalt und war zur Stadt hin offen.
Die meisten Schießscharten des Turms waren in der Nähe der Stadtmauer angebracht, eine unter den Öffnung war so ausgerichtet, dass Ziele in der Nähe des Sandkaultores erreicht werden konnten.